# Мошенський Валерій Захарович
Валерій Захарович Мошенський (* 1 червня 1957 р., смт. Ящикове, Луганської області) — політик, народний депутат України 7-го скликання.

## Освіта
1974 року навчався в Комунарському ГП ТУ № 81 Єнакієвського спецуправління № 116 тресту «Донбасстальконструкція». У 2004 році закінчив Академію праці і соціальних відносин Федерації профспілок України за спеціальністю «Маркетинг» (кваліфікація — економіст) та в 2005 році Національний авіаційний університет за спеціальністю «Промислове та цивільне будівництво» (кваліфікація — інженер-будівельник.

## Трудова діяльність
1974 — 1975 рр. — монтажник з монтажу сталевих і залізобетонних конструкцій Єнакієвського спецуправління № 116.
1975 р. — електрозварник СБМУ-28 тресту «Київміськбуд-6».
1978 — 1987 рр. — слюсар-монтажник СБМУ-28 тресту «Київміськбуд−6».
1987 — 1988 рр. — формувальник формувального цеху № 1 на заводі залізобетонних виробів Головкиївміськбуду.
1989 — 1995 рр. — голова кооперативу «Прогрес».
1995 — 1998 рр. — директор ТОВ «Планета-М».
1998 — 2002 рр. — директор ПП «Планета-Л».
2002 — 2003 рр. — директор ТОВ «Укрспецбуд».
2003 р. — головний менеджер з питань комерційної діяльності та управління ЗАТ «ПЛАНЕТА-БУД».
2008 р. — голова наглядової ради ЗАТ «ПЛАНЕТА-БУД».

## Політична та громадська діяльність
Був членом Народної Партії, головою Київської міської партійної організації Народної Партії, членом Політради Народної Партії. З 2008 року депутат Київської міської ради, голова депутатської фракції «Народна Партія». Меценат благодійної організації «Благодійний фонд Валерія Мошенського».
На парламентських виборах 2012 р. був обраний народним депутатом України по одномандатному мажоритарному виборчому округу № 108. За результатами голосування здобув перемогу набравши 35,19 % голосів виборців. У Верховній Раді став секретарем Комітету з питань транспорту і зв'язку. Був позафракційним, з 27 лютого 2014 року увійшов до групи «Суверенна європейська Україна»
На виборах до Верховної Ради 2015 року не був обраний, набравши менше ніж 16 % голосів виборців і зайнявши третє місце. Балотувався на проміжних виборах народних депутатів України 2016 року по округу № 114 в Луганській області.

## Нагороди
Заслужений будівельник України. Нагороджений орденом «За заслуги» III та II ступенів. Нагороджений орденом «За заслуги» I ступеня